# Mạnh Tử Nghĩa
Mạnh Tử Nghĩa (giản thể: 孟子义, bính âm: Meng Ziyi, sinh ngày 05 tháng 12 năm 1995) là một nữ diễn viên người Trung Quốc. Mạnh Tử Nghĩa được biết đến với các vai diễn Mục Niệm Từ trong Tân Anh Hùng Xạ Điêu (2017), Diệp Hồng Ngư trong Tương Dạ (2018), Ôn Tình trong Trần Tình Lệnh (2019) và nổi bật là Đậu Chiêu trong Cửu Trùng Tử (2024). 

## Tiểu sử
Mạnh Tử Nghĩa sinh ra tại thành phố Trường Xuân, tỉnh Cát Lâm, Trung Quốc và là con một trong gia đình làm kinh doanh. 
Năm 2013, Mạnh Tử Nghĩa trúng tuyển vào khoa Biểu diễn của Học viện Điện ảnh Bắc Kinh và được bầu chọn là "hoa khôi Bắc Ảnh" nhờ vào nhan sắc nổi bật.

## Sự nghiệp

##### Năm 2014 – 2016
- Mạnh Tử Nghĩa bắt đầu sự nghiệp diễn xuất vào năm 2014 với vai phụ ha hoàn Thạch Nghiễn trong bộ phim truyền hình "Võ Thần Triệu Tử Long"[4]. Cùng năm, cô góp mặt trong bộ phim chính luận "Công Tố Viên Nhân Dân", vào vai nữ kiểm sát viên Chu Văn Văn – một cô gái thông minh, sắc sảo[5]  và phim "Sa Nhĩ Truyền Kỳ 2: Kháng Chiến Đến Cùng" đảm nhận vai nữ gián điệp Mị Ảnh.

- Năm 2015, Mạnh Tử Nghĩa tham gia bộ phim kháng chiến "Chiến Thần: Máu Nhuộm Thanh Xuân", cô vào vai Lâm Thanh Nguyệt, một cô gái làng chài trẻ trung và xinh đẹp.

- Tháng 4/2016, Mạnh Tử Nghĩa cùng đoàn phim "Võ Thần Triệu Tử Long" tham gia chương trình thực tế Đại Bài Đối Vương Bài do iQIYI sản xuất[6]. Trong năm 2016, cô đóng vai nữ thứ Dương Á Lệ trong bộ phim thần tượng đô thị "Nơi Nào Đông Ấm, Nơi Nào Hạ Mát" và vai Ninh Vị Ương trong “Lương Sinh, Liệu Đôi Ta Có Thể Ngừng Đau Thương” đóng chung cùng Chung Hán Lương và Mã Thiên Vũ. Tháng 10, cô tham gia chương trình truyền hình thực tế "Sinh viên năm nhất" do đài Hồ Nam hợp tác với Học viện Hý kịch Thượng Hải sản xuất[7].

##### Năm 2017 – 2020
- Bộ phim võ hiệp "Tân Anh Hùng Xạ Điêu 2017" lên sóng ngày 9/1, trong phim Mạnh Tử Nghĩa thủ vai Mục Niệm Từ – một cô gái dịu dàng, chung tình nhưng cũng mạnh mẽ, lý trí, không còn cam chịu như các phiên bản trước đó. Nhân vật của cô nhận được nhiều lời khen vì sự chuyển đổi mới mẻ này. Nhờ sức hút của bộ phim tại Hồng Kông, Mạnh Tử Nghĩa trở thành đại sứ hình ảnh của sự kiện Sasa Ladies’ Purse Day. Cô tiếp tục tham gia các dự án phim: "Quý Ông Nội Y", "Tương Dạ", và "Ánh Sao Thuộc Về Tôi". Những vai diễn này giúp Mạnh Tử Nghĩa nâng cao độ nhận diện trong làng giải trí.

- Năm 2018, Mạnh Tử Nghĩa đảm nhận vai diễn Ôn Tình trong bộ phim cổ trang tiên hiệp "Trần Tình Lệnh" và đóng chính trong phim "Tôi Không Nghiện Mua Sắm", trong đó Mạnh Tử Nghĩa thủ vai Cao Dương. Năm 2019, cô xuất hiện trong phim điện ảnh Cơ Trưởng Trung Quốc và tham gia Yến Vân Đài. Tháng 10/2019, Mạnh Tử Nghĩa góp mặt trong chương trình thể thao tổng hợp "Siêu Tân Tinh Thế Vận Hội - Super Nova Games 2" và đóng chính trong phim cổ trang "Phù Thế Song Kiều Truyện", Mạnh Tử Nghĩa vào vai nữ chính Phù Ngọc Trản.
- Ngày 2/10/2020, Mạnh Tử Nghĩa tham gia show truyền hình thực tế "Diễn Viên Mời Vào Chỗ" mùa thứ hai và nhận được sự khen ngợi từ đạo diễn Trần Khải Ca. Tháng 12, Mạnh Tử Nghĩa tham gia đoàn phim "Tuyết Trung Hãn Đao Hành", vào vai Hồng Thự, đồng thời thủ vai nữ chính Minh Nguyệt Nô trong "Phiền Thiên Hộ Phi Thường", đóng cặp cùng Cao Hãn Vũ.

##### Năm 2021 – 2023
- Tháng 5/2021, Mạnh Tử Nghĩa gia nhập chương trình thực tế "50km Đào Hoa Ổ - Bắc Kinh", trở thành một trong những "cư dân" chính thức. Tháng 7, làm khách mời chương trình Keep Running mùa 5. Ngày 30/10, bộ phim điện ảnh cổ trang huyền huyễn "Kính Hoa Duyên: Quyết Chiến Nữ Nhi Quốc" do Mạnh Tử Nghĩa đóng chính được phát sóng trên Tencent Video, cô vào vai Nữ vương Nhược Thủy của Nữ Nhi Quốc. Ngày 15/12, bộ phim cổ trang truyền kỳ "Tuyết Trung Hãn Đao Hành" do Mạnh Tử Nghĩa đóng chính được phát sóng trên Tencent Video và CCTV-8, cô vào vai Hồng Thự, đại nha hoàn bên cạnh Từ Phượng Niên ở Ngô Đồng Viện.

- Tháng 4/2022, tham gia đoàn phim "Tây Xuất Ngọc Môn", bộ phim được chuyển thể từ tiểu thuyết cùng tên của tác giả Vĩ Ngư, với sự tham gia của Nghê Ni và Bạch Vũ đóng chính, Mạnh Tử Nghĩa vào vai Long Chi. Ngày 23/5, bộ phim cổ trang võ hiệp "Luận Ai Xứng Danh Anh Hùng" mà Mạnh Tử Nghĩa đóng cùng Tăng Thuấn Hy, Dương Siêu Việt, Lưu Vũ Ninh được phát sóng. Cô vào vai Lôi Thuần, nữ hiệp giang hồ thông minh, xinh đẹp. Ngày 3/6, cô tham gia chương trình giải trí trinh thám Manh Thám Tra Án – mùa 2. Ngày 19/6, show thực tế "50km Đào Hoa Ổ - Bờ Biển" phát sóng trên Tencent Video. Ngày 20/7, bộ phim cổ trang tiên hiệp "Trầm Hương Như Tiết" (Trầm Vụn Hương Phai) do cô đóng chung cùng Dương Tử và Thành Nghị phát sóng. Mạnh Tử Nghĩa vào vai Chỉ Tích, chị song sinh của Nhan Đàm. Ngày 30/8, cô tham gia chương trình hẹn hò "Heart Signal S5" với vai trò “Thám Tử Tình Yêu”. Tháng 10, bộ phim truyền hình "Thượng Nguyên Cẩm Tú" do cô đóng chính cùng Nhậm Hào, Cát Thu Cốc khai máy. Ngày 29/11, Mạnh Tử Nghĩa tham gia "Đêm hội tầm nhìn Weibo 2022" và nhận giải "Nghệ sĩ xuất sắc của năm"[8][9].

- Ngày 15/1/2023, Mạnh Tử Nghĩa tham gia "Gala mừng xuân 2023" của đài Hồ Nam và Mango TV, biểu diễn tiết mục khai mạc "Thỏ Năm Phúc Khí Bừng Bừng Đến" cùng Cao Hãn Vũ, Tưởng Y Y, Mã Khải Việt. Ngày 16/1, Mạnh Tử Nghĩa tham gia "Baidu Boiling Point Metaverse Night"[10]. Ngày 15/3, bộ phim cổ trang lãng mạn "Chuyện kể Hoa Lưu Ly" do Mạnh Tử Nghĩa đóng chính cùng Từ Chính Khê phát sóng trên Tencent Video. Cô vào vai Hoa Lưu Ly, một tiểu thư giả vờ yếu đuối nhưng thực ra rất thông minh. Tháng 5 các chương trình Xin Chào Thứ Bảy (Hi6), Cuộc Chiến Xinh Đẹp (漂亮的战斗) "50km Đào Hoa Ổ - Sơn Dã" phát sóng. Ngày 25/7, tiếp tục xuất hiện trong "Tín Hiệu Tình Yêu" mùa 6 với vai trò “Thần Cupid Tình Yêu”, hỗ trợ các khách mời dũng cảm tìm kiếm tình yêu. Ngày 18/8, tham gia "Đêm hội xe hơi Super 818", biểu diễn ca khúc "Trái Cây Mùa Hạ" (真夏的果实).
- Ngày 7/9, bộ phim kỳ ảo trinh thám "Tây Xuất Ngọc Môn" lên sóng[11]. Ngày 17/12, Mạnh Tử Nghĩa tham gia "Lễ trao giải Tinh Quang Đại Thưởng 2023" và nhận hai giải "Diễn viên đột phá của năm" và "Ngôi sao đang lên của năm"[12].
- Từ ngày 20/12/2023 đến 27/3/2024, Mạnh Tử Nghĩa tham gia đoàn phim "Cửu Trùng Tử" và đảm nhận vai Đậu Chiêu, đóng chính cùng Lý Quân Nhuệ (vai Tống Mặc). Bộ phim được chuyển thể từ tiểu thuyết cùng tên của tác giả Chi Chi, thuộc thể loại cổ trang, gia đấu, quyền đấu. "Cửu Trùng Tử" do đạo diễn Tăng Khánh Kiệt chỉ đạo, với sự tham gia của dàn diễn viên trẻ gồm Khổng Tuyết Nhi, Hạ Chi Quang và nhiều tên tuổi khác[13].
- Ngày 31/12, Mạnh Tử Nghĩa tham gia "Lễ hội chào năm mới 2024" của đài Giang Tô, đóng vai "Đại sứ hạnh phúc", cùng Châu Hoa Kiện và nhiều nghệ sĩ khác biểu diễn ca khúc Khiến Tôi Vui, Khiến Tôi Buồn (让我欢喜让我忧).

##### Năm 2024
- Ngày 26/4/2024, chương trình giải trí "Manh Thám Tra Án 2024" có sự tham gia của Mạnh Tử Nghĩa phát sóng trên iQIYI.
- Từ ngày 19/5 đến 6/9/2024, Mạnh Tử Nghĩa tham gia đoàn phim truyền hình cổ trang "Đào Hoa Ánh Giang Sơn" và đảm nhận vai nữ chính Khương Đào Hoa, bạn diễn Lưu Học Nghĩa (vai Thẩm Tại Dã). Bộ phim do Tencent sản xuất, được chuyển thể và cải biên từ tiểu thuyết "Đào Hoa Chiết Giang Sơn" của tác giả Bạch Lộ Thành Song.
- Ngày 25/5, chương trình thực tế "50km Đào Hoa Ổ mùa 4" được phát sóng. Ngày 17/6, bộ phim "Thế Giới Võ Hiệp Kim Dung" có sự góp mặt của Mạnh Tử Nghĩa lên sóng[14]. Ngày 22/6, bộ phim điện ảnh "Tiệm Tạp Hóa Trên Mây" công chiếu.
- Ngày 29/7, Mạnh Tử Nghĩa có vai khách mời trong bộ phim kỳ ảo đen tối "Băng Tuyết Dao". Tháng 10, bộ phim "Tam Tuyến Mê Hồi" do Mạnh Tử Nghĩa đóng chính khởi quay. Ngày 25/10, Mạnh Tử Nghĩa tham gia chương trình tạp kỹ "My Home Court" trên iQIYI.
- Ngày 06/12, bộ phim cổ trang lãng mạn "Cửu Trùng Tử" do Mạnh Tử Nghĩa và Lý Quân Nhuệ đóng chính phát sóng[15][16].
- Ngày 31/12, Mạnh Tử Nghĩa tham gia "Lễ hội chào năm mới 2025" của đài Hồ Nam, biểu diễn ca khúc "Trái Cây Mùa Hạ" cùng Lý Tuyết Cầm.

##### Năm 2025
- Ngày 4/1/2025, Mạnh Tử Nghĩa tham dự "Lễ trao giải Tinh Quang Đại Thưởng 2024"[17] và giành hai giải thưởng "Ngôi sao chương trình được yêu thích nhất" và "Nghệ sĩ tỏa sáng của năm". Ngày 11/1, cô tham gia "Đêm hội Weibo 2024", biểu diễn ca khúc "Chiêu Chiêu Mặc Mặc" cùng Lý Quân Nhuệ và nhận giải "Diễn viên tỏa sáng của năm". Cùng ngày, Mạnh Tử Nghĩa ghi hình cho "Gala mừng xuân 2025 - Bách Hoa Nghênh Xuân" của Liên hiệp Văn học Nghệ thuật Trung Quốc, biểu diễn tiết mục Kim Phong Ngọc Lộ (金风玉露), chương trình đã lên sóng ngày 29/1.
- Ngày 18/3, Running Man mùa 13 chính thức công bố Mạnh Tử Nghĩa với vai trò "bạn đồng hành". Ngày 19/3 Mạnh Tử Nghĩa góp mặt tại sự kiện "Thịnh điển phim Truyền hình chất lượng đài Đông Phương (SMG)".
- Ngày 7/4, bộ phim cổ trang "Bách Hoa Sát" do Mạnh Tử Nghĩa và Hà Dữ đóng chính tổ chức lễ khai máy.

## Hoạt động xã hội
- Ngày 20 tháng 5 năm 2019, Mạnh Tử Nghĩa với tư cách là nhà tài trợ của "Dự án Bữa ăn tình thương" đã tham dự “Lễ trao tặng cho Trường tiểu học nông thôn” và buổi họp báo được tổ chức tại Bắc Kinh, cô đảm nhiệm vai trò là đại sứ tình thương của sự kiện.[18]

- Vào tháng 7 năm 2021, Mạnh Tử Nghĩa đã quyên góp 200.000 nhân dân tệ để giúp đỡ những người bị ảnh hưởng bởi trận mưa lớn ở Hà Nam.[19]

- Ngày 7 tháng 1 năm 2025, Mạnh Tử Nghĩa đã quyên góp tiền cứu trợ động đất ở thành phố Shigatse, Tây Tạng[20].

- Vào ngày 21 tháng 1 năm 2025, Studio của Mạnh Tử Nghĩa thông báo rằng nữ diễn viên đã quyết định trích thêm 20.000 nhân dân tệ từ số tiền bồi thường mà cô nhận được và quyên góp toàn bộ cho "Tổ chức nhận nuôi động vật hoang dã Thượng Hải (Shanghai Jiaya Animal Rescue)" nhằm hỗ trợ các loài động vật hoang dã.[21]

## Danh sách phim

### Phim truyền hình
| Năm  | Tên phim                                        | Tên tiếng Trung          | Vai diễn         | Ghi chú   |
| 2016 | Sa Nhĩ Truyền Kỳ 2: Kháng Chiến Đến Cùng        | 傻儿传奇之抗战到底       | Mị Ảnh           | Vai chính |
| 2016 | Võ Thần Triệu Tử Long                           | 武神赵子龙               | Thạch Nghiễn     | Vai phụ   |
| 2016 | Công Tố Viên Nhân Dân                           | 人民检察官               | Chu Văn Văn      | Vai chính |
| 2016 | Chiến Thần: Máu Nhuộm Thanh Xuân                | 战神之血染的青春         | Lâm Thanh Nguyệt | Vai phụ   |
| 2017 | Tân Anh Hùng Xạ Điêu                            | 射雕英雄传               | Mục Niệm Từ      | Vai chính |
| 2017 | Nơi Nào Đông Ấm, Nơi Nào Hạ Mát                 | 何所冬暖，何所夏凉       | Dương Á Lệ       | Vai phụ   |
| 2018 | Quý Ông Nội Y                                   | 内衣先生                 | Từ Manh Manh     | Vai chính |
| 2018 | Lương Sinh, Liệu Đôi Ta Có Thể Ngừng Đau Thương | 凉生，我们可不可以不忧伤 | Ninh Vị Ương     | Vai phụ   |
| 2018 | Ánh Sao Kia Thuộc Về Anh                        | 那抹属于我的星光         | Tô Nhan          | Vai chính |
| 2018 | Tương Dạ                                        | 将夜                     | Diệp Hồng Ngư    | Vai phụ   |
| 2019 | Trần Tình Lệnh                                  | 陈情令                   | Ôn Tình          | Vai phụ   |
| 2020 | Tôi Không Nghiện Mua Sắm                        | 我不是购物狂             | Cao Dương        | Vai chính |
| 2020 | Phù Thế Song Kiều Truyện                        | 浮世双娇传               | Phù Ngọc Trản    | Vai chính |
| 2020 | Yến Vân Đài                                     | 燕云台                   | Lý Tư            | Vai phụ   |
| 2021 | Đại Lãng Đào Sa: Khởi Hành                      | 大浪淘沙                 | Lâm Phàm         | Vai phụ   |
| 2021 | Tuyết Trung Hãn Đao Hành                        | 雪中悍刀行               | Hồng Thự         | Vai phụ   |
| 2022 | Trầm Vụn Hương Phai                             | 沉香如屑·沉香重华        | Chỉ tích         | Vai phụ   |
| 2022 | Luận Ai Xứng Danh Anh Hùng                      | 说英雄谁是英雄           | Lôi Thuần        | Vai phụ   |
| 2023 | Chuyện kể Hoa Lưu Ly                            | 花琉璃轶闻               | Hoa Lưu Ly       | Vai chính |
| 2023 | Tây Xuất Ngọc Môn                               | 西出玉门                 | Long Chi         | Vai phụ   |
| 2024 | Thế Giới Võ Hiệp Kim Dung                       | 金庸武侠世界             | Mai Siêu Phong   | Vai chính |
| 2024 | Như Nguyệt                                      | 冰雪谣                   | Vệ Thu           | -         |
| 2024 | Cửu Trùng Tử                                    | 九重紫                   | Đậu Chiêu        | Vai chính |
| 2025 | Đào Hoa Ánh Giang Sơn                           | 桃花映江山               | Khương Đào Hoa   | Vai chính |
| 2025 | Hồ Yêu Tiểu Hồng Nương: Trúc Nghiệp Thiên       | 淮水竹亭                 | Thanh Mộc Uyên   | Cameo     |
| TBA  | Phiền Thiên Hộ Phi Thường                       | 了不起的裴千户           | Minh Nguyệt Nô   | Vai chính |
| TBA  | Tam Tuyến Mê Hồi                                | 三线谜回                 | Dịch Táp         | Vai chính |
| TBA  | Bách Hoa Sát                                    | 百花杀                   | Thẩm Tịch Hòa    | Vai chính |
| TBA  | Thượng Công Chúa                                | 尚公主                   | Xuân Vãn Dao     | Vai chính |

### Phim điện ảnh
| Năm  | Tên phim                                | Tên tiếng Trung    | Vai diễn                   | Ghi chú   |
| 2019 | Cơ trưởng Trung Quốc                    | 中国机长           | Hành khách hạng thương gia |           |
| 2021 | Kính Hoa Duyên: Quyết chiến Nữ Nhi Quốc | 镜花缘之决战女儿国 | Nhược Thủy                 |           |
| 2024 | Ngang Qua Thị Trấn Ngàn Mây             | 云边有个小卖部     | Cảnh sát Đường Đường       | Khách mời |

## Chương trình tạp kỹ
| Năm  | Ngày phát sóng | Kênh           | Tên chương trình                                              | Tên tiếng Trung                        | Ref           |
| 2016 | 15/4           | iQIYI          | Đại Bài Đối Vương Bài mùa 2                                   | 大牌对王牌第二季                       | [ 23 ]        |
| 2016 | 22/10          | Mango TV       | Sinh Viên Năm Nhất                                            | 一年级·毕业季                          | [ 24 ]        |
| 2019 | 12/10          | Tencent Video  | Siêu Tân Tinh Thế Vận Hội mùa 2                               | 超新星全运会第二季                     |               |
| 2020 | 12/1           | Mango TV       | Ngày Ngày Tiến Lên                                            | 天天向上                               |               |
| 2020 | 2/10           | Tencent Video  | Diễn Viên Mời Vào Chỗ S2                                      | 演员请就位第二季                       |               |
| 2021 | 8/1            | Chiết Giang TV | Keep Running - Hoàng Hà 1                                     | 奔跑吧 - 黄河 篇 1                     | [ 25 ]        |
| 2021 | 22/5           | Tencent Video  | 50Km Đào Hoa Ổ - Bắc Kinh                                     | 五十公里桃花坞-北京                    | [ 26 ] [ 27 ] |
| 2021 | 3/7            | Mango TV       | Happy Camp                                                    | 快乐大 本营                            | [ 28 ]        |
| 2021 | 9/7            | Chiết Giang TV | Keep Running mùa 5                                            | 奔跑吧                                 |               |
| 2021 | 31/7           | Mango TV       | Tình Yêu Của Con Gái S4                                       | 女儿们的恋爱第四季                     | [ 29 ]        |
| 2021 | 12-13/11       | Tencent Video  | Đạo Diễn Xin Được Chỉ Giáo                                    | 导演请指教                             |               |
| 2022 | 25/1           | Tencent Video  | Đêm Hội Gia Tộc FAN 2022                                      | 家族年年年夜FAN 2022                   |               |
| 2022 | 9/2 & 16/2     | Sohu Video     | Gửi 100 Cô Gái Về Nhà S5                                      | 送一百位女孩回家第五季                 | [ 30 ] [ 31 ] |
| 2022 | 13/5           | Chiết Giang TV | Keep Running mùa 6                                            | 奔跑吧第六季                           | [ 32 ]        |
| 2022 | 3/6            | iQIYI          | Manh Thám Tra Án S2                                           | 萌探探探案第二季                       |               |
| 2022 | 9/6            | Tencent Video  | Bắt Đầu Suy Luận Nào S1                                       | 开始推理吧                             | [ 33 ]        |
| 2022 | 19/6           | Tencent Video  | 50Km Đào Hoa Ổ - Bên bờ biển                                  | 五十公里桃花坞-海边                    | [ 34 ]        |
| 2022 | 2/8            | Tencent Video  | Hương Vị Thân Quen                                            | 是很熟的味道呀                         | [ 35 ]        |
| 2022 | 18/8           | Chiết Giang TV | Đêm Hội Xe Hơi 818 Siêu Cấp 2022                              | 2022超级818汽车狂欢夜                  |               |
| 2022 | 27/8           | Mango TV       | Hi6 - Xin chào thứ bảy                                        | 你好，星期六                           | [ 36 ]        |
| 2022 | 30/8           | Tencent Video  | Heart Signal S5                                               | 心动的信号第五季                       |               |
| 2022 | 10/9           | Chiết Giang TV | Nghe Nói Ăn Rất Ngon S2                                       | 听说很好吃第二季N                      |               |
| 2022 | 13/10          | Tencent Video  | Từng Bước Thăng Tiến                                          | 跃上高阶职场                           |               |
| 2022 | 13/11          | CCTV-3         | Chiêm Ngưỡng Di Sản – Hành Trình Tìm Kiếm Văn Hóa Phi Vật Thể | 艺览吾“遗”——非遗文化寻访特别节目       |               |
| 2023 | 11/2           | Dragon TV      | Săn tìm kho báu                                               | 极限挑战宝藏行                         |               |
| 2023 | 12/5           | iQIYI          | Cuộc Chiến Xinh Đẹp                                           | 漂亮的战斗                             |               |
| 2023 | 28/5           | Tencent Video  | 50km Đào Hoa Ổ - Sơn Dã                                       | 五十公里桃花坞-山野                    |               |
| 2023 | 9/6            | Chiết Giang TV | Keep Running mùa 11                                           | 奔跑吧第七季                           | [ 37 ]        |
| 2023 | Tháng 7        | Tencent Video  | Mao Tuyết Uông                                                | 毛雪汪                                 |               |
| 2023 | 25/7           | Tencent Video  | Heart Signal S6                                               | 心动的信号第六季                       |               |
| 2023 | 13/8           | Mango TV       | Hi6 - Xin chào thứ bảy                                        | 你好，星期六                           | [ 38 ]        |
| 2023 | 2/12           | Chiết Giang TV | Keep Running - Mùa sinh thái                                  | 奔跑吧·生态篇                          | [ 39 ] [ 40 ] |
| 2024 | 22/3           | Đài Giang Tô   | Siêu Hit Đến Rồi                                              | 大热门来了                             | [ 41 ]        |
| 2024 | 26/4           | iQIYI          | Manh Thám 2024                                                | 萌探2024                               |               |
| 2024 | 25/5           | Tencent Video  | 50Km Đào Hoa Ổ - Vùng Hoang Dã                                | 五十公里桃花坞-旷野                    |               |
| 2024 | 25/10          | iQIYI          | My Zone                                                       | 我的主场                               |               |
| 2024 | 30/11          | Mango TV       | Hi6 - Xin chào thứ bảy                                        | 你好，星期六                           | [ 42 ]        |
| 2024 | 7/12 & 14/12   | Chiết Giang TV | Keep Running - Trà Mã Cổ Đạo                                  | 奔跑吧·茶马古道篇                      | [ 43 ]        |
| 2025 | 29/1           | CCTV-6         | Bách Hoa Nghênh Xuân                                          | 百花迎春——中国文学艺术界2025春节大联欢 |               |
| 2025 | 1/2            | Mango TV       | Hi6 - Xin chào thứ bảy                                        | 你好，星期六                           |               |
| 2025 | 9/4            | Mango TV       | Minh Tinh Đại Trinh Thám                                      | 大侦探·拾光季                          |               |
| 2025 | 25/4           | Chiết Giang TV | Keep Running mùa 13                                           | 奔跑吧第九季                           |               |